# Klepp
Klepp è un comune norvegese della contea di Rogaland.

## Economia
A Klepp vi è la sede principale della Kverneland, industria manifatturiera specializzata nella produzione di attrezzi agricoli.